# 大排水路 (久喜市)
大排水路（おおはいすいろ）は、埼玉県久喜市を流れる河川である。

## 概要
平成に入り広島落・二重堀・島川堀と併せ、事業費1,120,000,000円をかけ河川改修が行われた。大排水路沿いには桜が約1.5kmにわたり植樹されており、久喜市栗橋区域の桜名所の一つとなっている。広島落が南栗橋9丁目・南栗橋10丁目に差し掛かった付近より大排水路へと名称が変わる。起点付近では豊田土地区画整理事業が行われたこともあり、流域周辺は市街地・住宅地となってきている。狐塚（西側）と中里（東側）の境界を流下する付近より周辺が水田などの農地となり、やがて利根川水系中川へと至り終点となる。このため上流域では都市排水路、下流域では農業排水路となっている。また、大排水路は直線的な流路を持つ。流路の詳細に関しては下記の流路節を参照されたい。
合流
- 広島落（起点）
- 二重堀

## 流路
- 起点：広島落（天神橋付近）
- 久喜市北広島（北側）と南栗橋10丁目（西側）・南栗橋9丁目（東側）の境界付近にて広島落より大排水路へと名称が変わる。
- 南栗橋10丁目（西側）・南栗橋9丁目（東側）の境界を南東へ流下する。
- 東北新幹線を横断し、南栗橋8丁目西部および南栗橋12丁目（西側）と南栗橋8丁目（東側）の境界を南東へ流下する。
- 南栗橋7丁目（西側）と南栗橋6丁目（東側）の境界を南東へ流下する。
- 南栗橋7丁目（北側）と狐塚（南側）の境界にて右岸側（西側）より二重堀が合流する。
- 狐塚（西側）と中里（東側）の境界を南東へ流下する。
- 中里の南西部を南東へ流下し、久喜市中里（北側）と幸手市大字高須賀（南側）の境界、中里側にて西方より流下してくる中川へと至り、合流・終点となる。
- 終点：中川

## 橋梁
- 天神橋
- 広島橋
- 緑橋（人道橋）
- 北広島橋りょう（東北新幹線）
- 瑞穂橋
- いこい橋
- 豊田橋
- 桜橋
- 中里橋

## 周辺の施設
- 豊田コミュニティプラザ
- 南栗橋スポーツ広場
- 大沼公園
- 狐塚公園